# The Path (jeu vidéo)
Pour les articles homonymes, voir The Path.
The Path est un jeu vidéo sorti en 2009 sur PC développé par Tale of Tales. Le jeu revisite l'histoire du Petit Chaperon rouge dans un aspect plus sombre et mature.

## Synopsis
Le jeu débute dans une pièce d'appartement, où le joueur doit choisir parmi six sœurs dont aucune information n'est donnée hormis leur nom. Après sélection, le joueur est transporté sur un chemin de terre, au milieu d'une forêt. Une seule instruction lui est donnée : se rendre à la maison de Grand-Mère, sans quitter le chemin. Dans la forêt se trouvent divers objets et personnages avec lesquels interagir, dont le loup, un personnage différent pour chaque sœur qui, lorsque rencontré, transporte le joueur vers la séquence de fin.

## Aspect du jeu
Dans la forêt, le manque de points de repère rend l'orientation difficile et seul le trajet déjà parcouru apparaît, aléatoirement, sous forme de pointillé à l'écran.
Les différents objets trouvables dans la forêt contribuent à l'histoire et permettent d'en apprendre plus sur la personnalité et les pensées des sœurs. Ils débloquent aussi des objets similaires dans la maison de grand-mère, parfois même des pièces entières. Pour interagir avec un objet, le joueur doit s'en approcher assez pour qu'une image apparaisse en superposition dans l'écran. Il laisse alors aller les contrôles et le personnage interagit de lui-même. Une image indiquant que l'objet est débloqué ainsi qu'une pensée propre au personnage apparaissent. Tous les objets avec lesquels les sœurs ont interagit se retrouve dans le panier, accessible par le menu. Le panier permet d'avoir un aperçu de la pièce ou l'objet débloqué dans la maison ainsi que de revoir le texte. Toutes les filles n’interagissent pas avec tous les objets ; il arrive parfois que, en s'approchant, ce soit l'image d'une autre sœur qui apparaisse en superposition, indiquant ainsi celle à qui l'objet est destiné. De l'autre côté, certains objets peuvent être collecté par plus d'une fille. Si un objet a déjà été trouvé lors d'un changement de personnage, il se retrouvera déjà dans le panier, permettant ainsi d'avoir accès au texte.
Dans la forêt se trouvent aussi des fleurs lumineuses qui peuvent être ramassées et qui sont comptabilisées. Après différents paliers, des pictogrammes sont débloqués sur les côtés de l'écran, fonctionnant comme une boussole pour indiquer la direction à prendre pour rejoindre un objet que le joueur n'a pas encore découvert.
Aléatoirement, il est aussi possible de rencontrer une jeune fille vêtue d'une robe blanche. Celle-ci s'amuse autour du personnage, lui faisant des signes et l'observant. Lorsqu'on interagit avec elle, elle ramène le joueur sur le chemin. Il s'agit de la même fille jouable dans la démo du jeu.
Comme dans le conte sur lequel est basé le jeu, un loup est associé à chaque sœur. Lorsqu'une sœur arrive à l'endroit de la forêt où se trouve son loup, une brève cinématique présente l'endroit et le loup. Après avoir interagit avec le loup, une autre cinématique apparaît, plus l'écran devient noir. Le joueur réapparaît alors, évanoui, sur le chemin devant la maison de grand-mère. Le personnage semble meurtri et avance très lentement. Il est impossible de retourner dans la forêt ; si le joueur quitte le chemin, il s'évanouit de nouveau et retrouve sa place d'origine. Sa seule option est donc d'avancer et d'entrer dans la maison.
Une fois à l'intérieur, le style de jeu change pour être à la première personne. Le joueur ne peut qu'avancer selon un chemin prédéterminé au travers des pièces sombres et surréelles de la maison, pièces qui changent selon les objets trouvés. À mesure que le joueur progresse, la musique s'amplifie et, lorsqu'il entre dans la dernière pièce, il tombe bruyamment sur le sol. Il s'ensuit alors une succession d'images rapides, à l'aspect violent, présentant la fille et son loup.
Une page avec les statistiques de la partie annonce si le joueur a réussi ou non ; seule la rencontre du loup mène au succès.  Le joueur est ensuite transporté à l'appartement, où la sœur jouée ne se trouve plus.
Si le joueur arrive dans la maison sans avoir rencontré le loup, la maison est d'aspect normal, bien que sombre et le personnage retrouve la grand-mère. Le jeu annonce un échec pour ne pas avoir rencontré le loup. Dans l'appartement, la sœur jouée s'y trouve encore et peut être sélectionnée de nouveau.
Après que toutes les filles aient rencontré leur loup, la jeune fille à la robe blanche devient alors jouable. La maison de grand-mère devient une combinaison de toutes les pièces trouvées par les sœurs. En atteignant la pièce de grand-mère, la fille à la robe blanche apparaît couverte de sang mais vivante. Les sœurs reviennent toutes par la porte de l'appartement et le jeu recommence.

## Personnages
- Robin a 9 ans. Elle est celle qui se rapproche le plus physiquement du Petit Chaperon Rouge. Elle semble intriguée par les mystères de la forêt et par le concept de mort. Son loup est une sorte de loup-garou.

- Rose a 11 ans. Elle s'intéresse à la nature et aux animaux. Son loup est un humanoïde flottant, entouré d'une brume.

- Ginger a 13 ans, tomboy. Son loup est une jeune fille, à l'apparence semblable à la Fille en blanc, sauf que celle-ci a les yeux noirs et une robe rouge.

- Ruby a 15 ans. Elle s'habille façon gothique, porte une attelle et boîte, ce qui ne l'empêche pas de courir plus vite que toutes les autres. Son loup est un jeune homme qu'on voit traînant un sac mortuaire.

- Carmen a 17 ans. Elle aime recevoir de l'attention des hommes et fait ce qu'elle peut pour l'obtenir. Son loup est un bûcheron adulte.

- Scarlet a 19 ans. Elle est passionnée de musique mais a dû arrêter pour s'occuper de ses sœurs. Son loup est un professeur de piano.

- La Fille en blanc est une jeune fille que le joueur peut apercevoir dans la forêt et qui le ramène sur le chemin. Elle devient jouable lorsque toutes les sœurs ont rencontré leur loup. Elle ne possède pas de loup ou d'objets.

## Accueil

### Critique
- Adventure Gamers : « [The Path] est un peu léger à la fois sur le registre de l'horreur et de la profondeur de jeu. » (Andrea Morstabilini)[1]
- GameSpot : 8/10[2]
- IGN : 7,7/10[3]
- Jeuxvideo.com : 16/20[4]

### Récompenses
- Independent Games Festival 2008 : nommé dans la catégorie Excellence in Visual Art[5]